# تاناسیلما، شهرستان هرجو
تاناسیلما، شهرستان هرجو (به لاتین: Tänassilma, Harju County) یک روستا در استونی است که در دهستان ساکو واقع شده‌است.